# Els Serrats (Sant Julià de Cerdanyola)
Els Serrats és una serra situada al municipi de Sant Julià de Cerdanyola a la comarca del Berguedà, amb una elevació màxima de 1.267 metres.